# Cousinia pseudolanata
Cousinia pseudolanata là một loài thực vật có hoa trong họ Cúc. Loài này được Popov ex Tscherneva mô tả khoa học đầu tiên năm 1962.